# 18

18(십팔)은 17보다 크고 19보다 작은 자연수다.

## 수학
- 합성수로, 그 약수는 1, 2, 3, 6, 9, 18이다. 진약수의 합은 21이므로, 18은 과잉수다.
- 6번째 뤼카 수다. 앞의 뤼카 수는 11, 다음은 29다.
- 3번째 칠각수다. 앞의 칠각수는 7, 다음은 34다.
- 2번째 십팔각수다. 다음 십팔각수는 51이다.
- 3번째 오각뿔수다. 앞의 오각뿔수는 6, 다음은 40이다.
- {\displaystyle 18=7+11}
  - 연속하는 두 소수(素數)의 합으로 나타낼 수 있는 수다. 이 성질을 지닌 앞의 수는 12, 다음 수는 24다.
- {\displaystyle 18=1+5+12}
  - 연속하는 세 오각수의 합으로 나타낼 수 있는 가장 작은 수다. 이 성질을 지닌 다음 수는 39다.
- {\displaystyle 18=3\times 6}
  - 연속하는 두 삼각수의 곱으로 나타낼 수 있는 수다. 이 성질을 지닌 앞의 수는 3, 다음 수는 60이다.
- 200 이하의 11의 배수는 18개다.

## 과학
- 아르곤(Ar)의 원자번호.
- 물의 분자량.
- NGC 18: 페가수스자리 방향에 있는 이중성.

## 교통

### 철도
- KTX 열차는 총 18호차까지 있다.

### 도로
- 고속도로
  - 유럽 고속도로 18호선(영어판): 영국 크레이개번에서 러시아 상트페테르부르크까지 이어지는 유럽 고속도로.
- 국도 제18호선
  - 대한민국 18번 국도: 전라남도 진도군에서 구례군까지 이어지는 대한민국의 국도.
  - 일본 18번 국도: 군마현 다카사키시에서 니가타현 조에쓰시까지 이어지는 일본의 국도.
- 기타 도로
  - 현도 제18호선

## 나이
- 미국 대부분의 주와 유럽 연합 대부분을 비롯한 전 세계 대부분의 국가에서 법적으로 성인이 되는 나이다. 대한민국의 경우, 18세도 어리다는 국민정서에 따라 19세를 성인의 기준으로 규정하고 있다.
- 대한민국 민법상 혼인과 약혼을 할 수 있는 최소 나이이다. 단, 민법상으로 만 19세에 달하지 아니한 자는 미성년자에 해당하므로, 비록 만 18세 이상의 자라고 하더라도 혼인 또는 약혼을 할 때에는 부모의 동의를 얻어야 하며, 부모 중 일방이 동의권을 행사할 수 없는 때에는 다른 일방의 동의를 얻어야 하고, 부모가 모두 동의권을 행사할 수 없는 때에는 후견인의 동의를 얻어야 한다.
- 대한민국에서는 이 나이에 자동차 운전면허를 딸 수 있다.
- 대한민국에서는 이 나이에 선거권이 부여된다.

## 문화유산
- 대한민국의 국보 제18호: 영주 부석사 무량수전
- 대한민국의 보물 제18호: 청양 서정리 구층석탑
- 대한민국의 사적 제18호: 경주 동궁과 월지

## 방송
- IPTV의 채널A 채널 번호.
- 스카이라이프의 TV조선 채널 번호.

## 시간
- 18시는 저녁 6시이다.

## 스포츠
- 해태 타이거즈(현재 KIA 타이거즈)의 투수였던 선동열의 번호로 현재 기아 타이거즈에서는 영구 결번 되었다. 대한민국 프로 야구 출범 이래 이 번호는 줄곧 투수들의 등번호로 사용되었지만, 때때로 투수가 아닌 타자가 사용하기도 한다.
- 두산 베어스의 타자 김동주의 등번호로 사용되었다(2015년부터는 투수 성영훈 등번호)
- 등번호 18번은 일본 프로야구에서 에이스를 상징하는 숫자이다. 일본 프로야구 구단의 에이스들은 대부분 등번호 18번이 찍힌 유니폼을 입고 마운드에 오른다. 메이저리그 진출 후에도 18번을 고집하는 경우가 많다. 일본의 전통가극 가부키에서 18가지 재미있는 풍자소극을 정리한 게 있는데, 여기서 유래한 18은 재능과 인기를 의미한다.
- 축구에서는 주로 간판 스트라이커의 등번호이다. 이탈리아의 로베르토 바조는 1998년 월드컵에서 이 번호를 달고 뛰었으며, 독일의 위르겐 클린스만, 대한민국의 황선홍도 이 번호를 달고 뛰었다.
- 골프의 정식 경기는 총 18홀로 진행된다.
- KBO 리그 한 경기(연장 포함) 최다 탈삼진기록은 1991년 6월 19일 해태 타이거즈 선동열이 빙그레 이글스를 상대로 세운 18개다(연장 13회).

## 기타
- 날짜: 1월 8일
- 연도: 18년, 기원전 18년
- 조선에 십팔반무예(十八搬武藝)가 있다.
- 십팔자위왕설(十八子爲王說)은 고려시대 유행한 예언이다.
- 대한민국에서 사람 나이로 이른바 낭랑 18세이다.
- 자신이 가장 즐겨 부르거나 듣는 노래를 애창곡 18번이라고 한다. (일본에서 온 말)
- 미국의 폴로 랄프 로렌이란 XL 사이즈도 18세부터 20세까지이다.
- 에어컨의 최저 온도는 18도이다.
- 28과 더불어 대한민국에서 욕설로 쓰이는 숫자로, 욕설인 ‘씨발’을 숫자로 순화해 검열을 피하는 용도로 쓰인다.
- 중국 전통에서 18의 음이 實發(확실히 큰돈을 벌게 되다)와 비슷하게 발음되기 때문이다. 또한, 18은 확실히 번영한다는 뜻을 가지고 있다. 그리고 18(要發)는 ‘돈벌다’는 좋은 뜻이다.

## 같이 보기
- 기수법